# プログリット
株式会社プログリット（英: PROGRIT Inc.）は、東京都港区に本社を置く、英語学習サービス事業を運営する企業である。

## 概要
主にビジネスパーソンを対象とする英語学習サービス事業を展開し、｢授業｣ではなく｢自習｣を提供することを特徴としており、「コンサルタント」と称する担当者がマンツーマン形式で受講者に合わせたカリキュラムの作成、教材の選択、学習時間の管理等を行う。

## 沿革
特記のない事項は公式ウェブサイト内「会社情報」項による
- 2016年（平成28年）9月6日 - 東京都中央区銀座に株式会社GRIT設立、英語コーチングサービス「TOKKUN ENGLISH」を開始
- 2017年（平成29年）
  - 3月 - 東京都港区新橋へ本店移転
  - 12月 - 東京都港区芝へ本店移転
- 2018年（平成30年）
  - 5月 - 英語コーチングサービス名を「プログリット（PROGRIT）」に変更
  - 10月 - 本田圭佑が公式アンバサダーに就任[5]
- 2019年（平成31年・令和元年）
  - 6月 - 東京都千代田区有楽町へ本店移転
  - 10月 - 株式会社プログリットに社名変更
  - 11月 - 北島康介が公式アンバサダーに就任[6]
- 2020年（令和2年）6月 - サブスクリプションサービス「シャドテン（SHADOTEN）」の提供開始
- 2022年（令和4年）9月29日 - 東京証券取引所グロースに株式上場[7]
- 2023年（令和5年）12月 - サブスクリプションサービス「スピフル（SUPIFUL）」の提供開始
- 2024年（令和6年）7月 - サブスクリプションサービス「ディアトーク（DiaTalk）」の提供開始
- 2025年（令和7年）4月30日 - 東京都港区浜松町へ本店移転[8]

## サービス
- 英語コーチング「プログリット」
  - ビジネス英会話コース
  - TOEIC L&R TESTコース
  - TOEFL iBT TEST / IELTSコース
  - 初級者コース
- グローバル人材育成「プログリット FOR ENTERPRISE」
  - ビジネス英語強化プログラム
  - ビジネス英語実践力強化プログラム
  - グローバルビジネス研修
- シャドーイング学習・添削「シャドテン」
- スピーキング力強化サービス「スピフル」
- AI英会話サービス「ディアトーク」